# That's a NO NO!
That's a NO NO!（ザッツ ア ノーノー！）は日本のロックバンド。1960年代のリズム・アンド・ブルースやロックンロールをベースにした楽曲が特徴。

## 概要
- 結成当初はキュートなコーラスワークを駆使した60'sのブラックミュージック、サーフサウンドを得意としていたが、数度に渡るメンバーチェンジのなかで、徐々に60'sのリズム＆ブルースやロックンロールをベースにしたガレージロックバンドへシフトチェンジし、現在に至る。
- 2012年7月発売のファーストアルバム『YES or NO?』では、Shirley EllisのThe Clapping Songやザ・ビーチ・ボーイズのBarbara Annなどのカバーを収録。エンジニアはScoobie Doやデキシード・ザ・エモンズなどを手がけたデュウ・マキノ。PVディレクターはキノコホテルやザ・レッツゴーズなどを手がけたコンプ鈴木。衣装ではアパレルブランドirony(アイロニー)とタイアップ。2010年の『TSUNAMI ATTACK OF THE JAPANESE GARAGE VOL.1』にザ・ファントムギフトやTHE BAWDIESらとともに収録されたほか、2011年にはサザナミレーベルの『Girls Sazanami Beat! Vol.4』にもザ・レッツゴーズらとともに収録されている。

## メンバー
現在のメンバー
- 吉田ケイ（Vo,G）
- 松田玲奈（B）

元メンバー
- 菊池友香（G）
- 新道文宜（Dr）

## ディスコグラフィー

### アルバム
- YES or NO?（2012年｜XQGX-1011）

Tori／The Clapping Song／Wao／Barbara Ann／Jack The Ripper／Jizou／Piggy Piggy Booty／Look up, Baby!／Goodbye, Boy／Mantis Rock

### コンピレーション
- Girls Sazanami Beat! Vol.1（2008年）
  - Surfin' Hootenanny
- TSUNAMI ATTACK OF THE JAPANESE GARAGE VOL.1（2010年）
  - Tori
- Girls Sazanami Beat! vol.4（2011年）
  - Wao